# Radical Optimism
Radical Optimism là album phòng thu thứ ba của ca sĩ người Anh và Albania Dua Lipa, phát hành trên toàn cầu vào ngày 3 tháng 5 năm 2024 bởi Warner Records. Sau những thành công lớn về mặt chuyên môn lẫn thương mại của album phòng thu trước Future Nostalgia (2020), Lipa bắt đầu thu âm đĩa nhạc khi đang thực hiện chuyến lưu diễn Future Nostalgia Tour (2022) với nguồn cảm hứng từ phong cách âm nhạc psychedelia thập niên 1970 và văn hóa rave tại Anh quốc thập niên 1990. Nữ ca sĩ cũng kết hợp với những nhà sản xuất quen thuộc Ian Kirkpatrick và Andrew Wyatt, bên cạnh một số cộng tác viên mới như Danny L Harle và Kevin Parker. Không giống như những âm thanh disco của album trước, Radical Optimism là một bản thu âm dance-pop và neo-psychedelia kết hợp với những yếu tố từ electropop và Europop. Lipa đồng sáng tác tất cả những bản nhạc, với nội dung ca từ đề cập đến những chủ đề về mối quan hệ tình cảm, cảm giác tổn thương, sự thân mật và tận hưởng niềm vui.
Sau khi phát hành, Radical Optimism đa phần nhận được những phản ứng tích cực từ các nhà phê bình âm nhạc, trong đó họ đánh giá cao khâu sản xuất kết hợp với neo-psychedelia, nhưng cũng vấp phải nhiều quan điểm cho rằng album thiếu điểm nhấn nổi bật và không đáp ứng được kỳ vọng so với Future Nostalgia. Tuy nhiên, đĩa nhạc vẫn giúp Lipa nhận được bốn đề cử tại giải Brit năm 2025, bao gồm Album Anh quốc của năm. Radical Optimism cũng gặt hái những thành công đáng kể về mặt thương mại, đứng đầu bảng xếp hạng UK Albums Chart và đánh dấu doanh số tuần đầu cao nhất của một nghệ sĩ nữ người Anh trong ba năm. Ngoài ra, album cũng đạt ngôi vị đầu bảng tại Áo, Hà Lan, Pháp, Ba Lan, Bồ Đào Nha, Tây Ban Nha và Thụy Sĩ, đồng thời lọt vào top 10 ở hầu hết những thị trường còn lại. Đĩa nhạc ra mắt ở vị trí thứ hai trên bảng xếp hạng Billboard 200 tại Hoa Kỳ với 83,000 đơn vị album tương đương, trở thành album thứ hai trong sự nghiệp của Lipa vươn đến top 10 tại đây.
Bốn đĩa đơn đã được phát hành từ Radical Optimism. "Houdini" được chọn làm đĩa đơn mở đường và lọt vào top 10 ở hơn 20 quốc gia, cũng như đạt vị trí thứ 11 trên bảng xếp hạng Billboard Hot 100 tại Hoa Kỳ. Hai đĩa đơn tiếp theo "Training Season" và "Illusion" đều gặt hái những thành tích tương đối về mặt thương mại, lọt vào top 10 tại Vương quốc Anh và một số thị trường khác. Lipa sau đó kết hợp với ca sĩ người Bỉ Pierre de Maere để thu âm lại "These Walls" và chọn làm đĩa đơn cuối cùng trích từ album. Để quảng bá đĩa nhạc, nữ ca sĩ xuất hiện và trình diễn trên nhiều chương trình truyền hình và lễ trao giải lớn, như Saturday Night Live, giải Grammy lần thứ 66, giải Brit năm 2025, Lễ hội Glastonbury năm 2024 và ra mắt chương trình đặc biệt trên ITV1 An Evening with Dua Lipa. Ngoài ra, cô cũng thực hiện chuyến lưu diễn Radical Optimism Tour được bắt đầu vào tháng 11 năm 2024 và đi qua bốn châu lục. Ngày 28 tháng 6 năm 2024, một phiên bản mở rộng của Radical Optimism đã được phát hành.

## Danh sách bài hát
| Radical Optimism – Phiên bản tiêu chuẩn | Radical Optimism – Phiên bản tiêu chuẩn | Radical Optimism – Phiên bản tiêu chuẩn                                                                                                  | Radical Optimism – Phiên bản tiêu chuẩn        | Radical Optimism – Phiên bản tiêu chuẩn |
| STT                                     | Nhan đề                                 | Sáng tác | Sản xuất                                       | Thời lượng                              |
| --------------------------------------- | --------------------------------------- | --- | ---------------------------------------------- | --------------------------------------- |
| 1.                                      | "End of an Era"                         | Dua Lipa Kevin Parker Danny L Harle Caroline Ailin Tobias Jesso Jr.                                                                      | Parker Harle Cameron Gower Poole [v] Ailin [v] | 3:16                                    |
| 2.                                      | "Houdini"                               | Lipa Parker Harle Ailin Jesso | Parker Harle Poole [v] Ailin [v]               | 3:06                                    |
| 3.                                      | "Training Season"                       | Lipa Parker Harle Ailin Jesso Nick Gale [s] Martina Sorbara [s] Shaun Frank [s] Yaakov Gruzman [s] Steve Francis Richard Mastroianni [s] | Parker Harle [a] Poole [v] Ailin [v]           | 3:29                                    |
| 4.                                      | "These Walls"                           | Lipa Andrew Wyatt Harle Billy Walsh Ailin                                                                                                | Wyatt Harle Poole [v]                          | 3:38                                    |
| 5.                                      | "Whatcha Doing"                         | Lipa Parker Harle Ailin Ali Tamposi | Parker Harle [a] Poole [v]                     | 3:18                                    |
| 6.                                      | "French Exit"                           | Lipa Parker Harle Ailin Jesso | Parker Harle Poole [v]                         | 3:21                                    |
| 7.                                      | "Illusion"                              | Lipa Parker Harle Ailin Jesso | Parker Harle Poole [v] Ailin [v]               | 3:08                                    |
| 8.                                      | "Falling Forever"                       | Lipa Ian Kirkpatrick Harle Emily Warren Tamposi Ailin                                                                                    | Kirkpatrick Harle [a] Poole [v]                | 3:43                                    |
| 9.                                      | "Anything for Love"                     | Lipa Kirkpatrick Harle Jesso Julia Michaels Ailin                                                                                        | Kirkpatrick Harle [a] Poole [v]                | 2:22                                    |
| 10.                                     | "Maria"                                 | Lipa Wyatt Harle Michaels Ailin | Wyatt Harle Poole [v]                          | 3:08                                    |
| 11.                                     | "Happy for You"                         | Lipa Parker Harle Ailin Jesso | Parker Harle Poole [v]                         | 4:06                                    |
| Tổng thời lượng:                        | Tổng thời lượng:                        | Tổng thời lượng: | Tổng thời lượng:                               | 36:35                                   |

| Radical Optimism – Phiên bản D2C đặc biệt (bản nhạc bổ sung) | Radical Optimism – Phiên bản D2C đặc biệt (bản nhạc bổ sung) | Radical Optimism – Phiên bản D2C đặc biệt (bản nhạc bổ sung)              | Radical Optimism – Phiên bản D2C đặc biệt (bản nhạc bổ sung) |
| STT                                                          | Nhan đề                                                      | Sáng tác                                                                  | Thời lượng                                                   |
| ------------------------------------------------------------ | ------------------------------------------------------------ | ------------------------------------------------------------------------- | ------------------------------------------------------------ |
| 12.                                                          | "Houdini" (London sessions)                                  | Lipa Parker Harle Ailin Jesso                                             | 3:02                                                         |
| 13.                                                          | "Training Season" (London sessions)                          | Lipa Parker Harle Ailin Jesso Nick Gale Sorbara Frank Gruzman Mastroianni | 4:07                                                         |
| Tổng thời lượng:                                             | Tổng thời lượng:                                             | Tổng thời lượng:                                                          | 43:44                                                        |

| Radical Optimism – Phiên bản tại Nhật Bản (bản nhạc bổ sung) | Radical Optimism – Phiên bản tại Nhật Bản (bản nhạc bổ sung) | Radical Optimism – Phiên bản tại Nhật Bản (bản nhạc bổ sung) | Radical Optimism – Phiên bản tại Nhật Bản (bản nhạc bổ sung) |
| STT                                                          | Nhan đề                                                      | Sáng tác                                                     | Thời lượng                                                   |
| ------------------------------------------------------------ | ------------------------------------------------------------ | ------------------------------------------------------------ | ------------------------------------------------------------ |
| 14.                                                          | "Illusion" (London sessions)                                 | Lipa Parker Harle Ailin Jesso                                | 3:12                                                         |
| Tổng thời lượng:                                             | Tổng thời lượng:                                             | Tổng thời lượng:                                             | 46:56                                                        |

| Radical Optimism – Phiên bản Tour tại Nhật Bản (bản nhạc bổ sung) | Radical Optimism – Phiên bản Tour tại Nhật Bản (bản nhạc bổ sung) | Radical Optimism – Phiên bản Tour tại Nhật Bản (bản nhạc bổ sung) | Radical Optimism – Phiên bản Tour tại Nhật Bản (bản nhạc bổ sung) |
| STT                                                               | Nhan đề                                                           | Sáng tác                                                          | Thời lượng                                                        |
| ----------------------------------------------------------------- | ----------------------------------------------------------------- | ----------------------------------------------------------------- | ----------------------------------------------------------------- |
| 15.                                                               | "Illusion" (Creepy Nuts remix)                                    | Lipa Parker Harle Ailin Jesso                                     | 2:53                                                              |
| Tổng thời lượng:                                                  | Tổng thời lượng:                                                  | Tổng thời lượng:                                                  | 49:56                                                             |

| Radical Optimism – Phiên bản cao cấp giới hạn tại HMV (bản nhạc bổ sung) | Radical Optimism – Phiên bản cao cấp giới hạn tại HMV (bản nhạc bổ sung) | Radical Optimism – Phiên bản cao cấp giới hạn tại HMV (bản nhạc bổ sung)  | Radical Optimism – Phiên bản cao cấp giới hạn tại HMV (bản nhạc bổ sung) | Radical Optimism – Phiên bản cao cấp giới hạn tại HMV (bản nhạc bổ sung) |
| STT                                                                      | Nhan đề                                                                  | Sáng tác                                                                  | Sản xuất                                                                 | Thời lượng                                                               |
| ------------------------------------------------------------------------ | ------------------------------------------------------------------------ | ------------------------------------------------------------------------- | ------------------------------------------------------------------------ | ------------------------------------------------------------------------ |
| 12.                                                                      | "Houdini" (Adam Port mix)                                                | Lipa Parker Harle Ailin Jesso                                             | Parker Harle Poole [v] Ailin [v]                                         | 3:22                                                                     |
| 13.                                                                      | "Houdini" (Danny L Harle 'slowride' mix)                                 | Lipa Parker Harle Ailin Jesso                                             | Parker Harle Poole [v] Ailin [v]                                         | 3:05                                                                     |
| 14.                                                                      | "Training Season" (Chloé Caillet mix)                                    | Lipa Parker Harle Ailin Jesso Nick Gale Sorbara Frank Gruzman Mastroianni | Parker Harle [a] Poole [v] Ailin [v]                                     | 4:55                                                                     |
| Tổng thời lượng:                                                         | Tổng thời lượng:                                                         | Tổng thời lượng:                                                          | Tổng thời lượng:                                                         | 47:57                                                                    |

| Radical Optimism – Phiên bản trên Tidal (bản nhạc bổ sung) | Radical Optimism – Phiên bản trên Tidal (bản nhạc bổ sung) | Radical Optimism – Phiên bản trên Tidal (bản nhạc bổ sung) | Radical Optimism – Phiên bản trên Tidal (bản nhạc bổ sung) | Radical Optimism – Phiên bản trên Tidal (bản nhạc bổ sung) |
| STT                                                        | Nhan đề                                                    | Sáng tác                                                   | Sản xuất                                                   | Thời lượng                                                 |
| ---------------------------------------------------------- | ---------------------------------------------------------- | ---------------------------------------------------------- | ---------------------------------------------------------- | ---------------------------------------------------------- |
| 15.                                                        | "Dance the Night" (từ Barbie the Album)                    | Lipa Ailin Mark Ronson Wyatt                               | Ronson Wyatt Picard Brothers                               | 2:57                                                       |
| Tổng thời lượng:                                           | Tổng thời lượng:                                           | Tổng thời lượng:                                           | Tổng thời lượng:                                           | 50:54                                                      |

| Radical Optimism – Phiên bản mở rộng | Radical Optimism – Phiên bản mở rộng | Radical Optimism – Phiên bản mở rộng                                 | Radical Optimism – Phiên bản mở rộng | Radical Optimism – Phiên bản mở rộng |
| STT                                  | Nhan đề                              | Sáng tác                                                             | Sản xuất                             | Thời lượng                           |
| ------------------------------------ | ------------------------------------ | -------------------------------------------------------------------- | ------------------------------------ | ------------------------------------ |
| 1.                                   | "End of an Era" (mở rộng)            | Lipa Parker Harle Ailin Jesso Jr.                                    | Parker Harle Poole [v] Ailin [v]     | 4:36                                 |
| 2.                                   | "Houdini" (mở rộng)                  | Lipa Parker Harle Ailin Jesso                                        | Parker Harle Poole [v] Ailin [v]     | 5:53                                 |
| 3.                                   | "Training Season" (mở rộng)          | Lipa Parker Harle Ailin Jesso Gale Sorbara Frank Gruzman Mastroianni | Parker Harle [a] Poole [v] Ailin [v] | 4:55                                 |
| 4.                                   | "These Walls" (mở rộng)              | Lipa Wyatt Harle Billy Walsh Ailin                                   | Wyatt Harle Poole [v]                | 5:40                                 |
| 5.                                   | "Whatcha Doing" (mở rộng)            | Lipa Parker Harle Ailin Tamposi                                      | Parker Harle [a] Poole [v]           | 5:07                                 |
| 6.                                   | "French Exit" (mở rộng)              | Lipa Parker Harle Ailin Jesso                                        | Parker Harle Poole [v]               | 5:17                                 |
| 7.                                   | "Illusion" (mở rộng)                 | Lipa Parker Harle Ailin Jesso                                        | Parker Harle Poole [v] Ailin [v]     | 4:23                                 |
| 8.                                   | "Falling Forever" (mở rộng)          | Lipa Kirkpatrick Harle Warren Tamposi Ailin                          | Kirkpatrick Harle [a] Poole [v]      | 6:11                                 |
| 9.                                   | "Anything for Love" (mở rộng)        | Lipa Kirkpatrick Harle Jesso Michaels Ailin                          | Kirkpatrick Harle [a] Poole [v]      | 4:00                                 |
| 10.                                  | "Maria" (mở rộng)                    | Lipa Wyatt Harle Michaels Ailin                                      | Wyatt Harle Poole [v]                | 5:05                                 |
| 11.                                  | "Happy for You" (mở rộng)            | Lipa Parker Harle Ailin Jesso                                        | Parker Harle Poole [v]               | 5:56                                 |
| Tổng thời lượng:                     | Tổng thời lượng:                     | Tổng thời lượng:                                                     | Tổng thời lượng:                     | 57:09                                |

Ghi chú
- ^[a]  nghĩa là sản xuất bổ sung
- ^[v]  nghĩa là sản xuất giọng hát
- ^[s]  nghĩa là nhạc sĩ được thêm vào do sử dụng nhạc mẫu "Tokyo Nights" của Digital Farm Animals, Shaun Frank và Dragonette

## Xếp hạng
| Bảng xếp hạng (2024)                     | Vị trí cao nhất |
| ---------------------------------------- | --------------- |
| Album Argentina (CAPIF)                  | 2               |
| Album Úc (ARIA)                          | 2               |
| Album Áo (Ö3 Austria)                    | 1               |
| Album Bỉ (Ultratop Vlaanderen)           | 2               |
| Album Bỉ (Ultratop Wallonie)             | 1               |
| Album Canada (Billboard)                 | 3               |
| Album Croatia Quốc tế (HDU)              | 1               |
| Album Cộng hòa Séc (ČNS IFPI)            | 5               |
| Album Đan Mạch (Hitlisten)               | 6               |
| Album Hà Lan (Album Top 100)             | 1               |
| Album Phần Lan (Suomen virallinen lista) | 3               |
| Album Pháp (SNEP)                        | 1               |
| Album Đức (Offizielle Top 100)           | 3               |
| Album Hungaria (MAHASZ)                  | 1               |
| Album Iceland (Tónlistinn)               | 13              |
| Album Ireland (OCC)                      | 2               |
| Album Ý (FIMI)                           | 2               |
| Album Nhật Bản (Oricon)                  | 17              |
| Album Nhật Bản Tổng hợp (Oricon)         | 21              |
| Album Nhật Bản (Billboard Japan)         | 14              |
| Album Lithuania (AGATA)                  | 3               |
| Album New Zealand (RMNZ)                 | 2               |
| Album Na Uy (VG-lista)                   | 3               |
| Album Ba Lan (ZPAV)                      | 1               |
| Album Bồ Đào Nha (AFP)                   | 1               |
| Album Scotland (OCC)                     | 1               |
| Album Slovakia (ČNS IFPI)                | 4               |
| Album Tây Ban Nha (PROMUSICAE)           | 1               |
| Album Thụy Điển (Sverigetopplistan)      | 4               |
| Album Thụy Sĩ (Schweizer Hitparade)      | 2               |
| Album Thụy Sĩ (Romandie)                 | 1               |
| Album Anh Quốc (OCC)                     | 1               |
| Album Hoa Kỳ Billboard 200               | 2               |

| Bảng xếp hạng (2024)    | Vị trí |
| ----------------------- | ------ |
| Album Nhật Bản (Oricon) | 47     |

| Bảng xếp hạng (2024)                | Vị trí |
| ----------------------------------- | ------ |
| Album Úc (ARIA)                     | 93     |
| Album Áo (Ö3 Austria)               | 50     |
| Album Bỉ (Ultratop Flanders)        | 27     |
| Album Bỉ (Ultratop Wallonia)        | 31     |
| Album Croatia (Foreign Top 40)      | 1      |
| Album Hà Lan (Album Top 100)        | 18     |
| Album Pháp (SNEP)                   | 25     |
| Album Đức (Offizielle Top 100)      | 74     |
| Album Hungaria (MAHASZ)             | 41     |
| Album Ý (FIMI)                      | 85     |
| Album Ba Lan (ZPAV)                 | 72     |
| Album Bồ Đào Nha (AFP)              | 36     |
| Album Tây Ban Nha (PROMUSICAE)      | 29     |
| Album Thụy Sĩ (Schweizer Hitparade) | 72     |
| Album Anh Quốc (OCC)                | 40     |
| Hoa Kỳ Billboard 200                | 194    |

## Chứng nhận
| Quốc gia                                                    | Chứng nhận | Số đơn vị/doanh số chứng nhận |
| ----------------------------------------------------------- | ---------- | ----------------------------- |
| Bỉ (BEA)                                                    | Vàng       | 10.000‡                       |
| Canada (Music Canada)                                       | Vàng       | 40.000‡                       |
| Pháp (SNEP)                                                 | Bạch kim   | 100.000‡                      |
| Ý (FIMI)                                                    | Vàng       | 25.000‡                       |
| New Zealand (RMNZ)                                          | Vàng       | 7.500‡                        |
| Tây Ban Nha (PROMUSICAE)                                    | Vàng       | 20.000‡                       |
| Anh Quốc (BPI)                                              | Vàng       | 100.000‡                      |
| ‡ Chứng nhận dựa theo doanh số tiêu thụ và phát trực tuyến. |            |                               |

## Lịch sử phát hành
| Khu vực        | Ngày              | Định dạng                            | Phiên bản                | Hãng đĩa | Ct     |
| -------------- | ----------------- | ------------------------------------ | ------------------------ | -------- | ------ |
| Nhiều          | 3 tháng 5, 2024   | Cassette CD tải nhạc số streaming LP | Tiêu chuẩn               | Warner   | [ 59 ] |
| Vương quốc Anh | 3 tháng 5, 2024   | CD                                   | Cao cấp giới hạn tại HMV | Warner   | [ 60 ] |
| Nhiều          | 5 tháng 5, 2024   | Tải nhạc số                          | D2C đặc biệt             | Warner   | [ 61 ] |
| Nhật Bản       | 8 tháng 5, 2024   | CD                                   | Nhật Bản                 | Warner   | [ 62 ] |
| Nhiều          | 28 tháng 6, 2024  | Tải nhạc số streaming                | Mở rộng                  | Warner   | [ 63 ] |
| Vương quốc Anh | 28 tháng 6, 2024  | CD                                   | Mở rộng giới hạn tại HMV | Warner   | [ 64 ] |
| Nhật Bản       | 13 tháng 11, 2024 | CD                                   | Tour Nhật Bản            | Warner   | [ 65 ] |